# Festival Internacional de Teatro Universitario (FITU)
El Festival Internacional de Teatro Universitario (FITU) es un festival dedicado al fomento de las artes escénicas organizado por la Universidad Nacional Autónoma de México.

## Historia
El FITU fue creado en 1993 y en el 2023, celebró su trigésima edición. Posteriormente, en el 2013, se convirtió en un festival de carácter internacional. 
Se lleva a cabo en el Centro Cultural Universitario y esta muestra fue planteada para dialogar y reflexionar sobre procesos de creación, producción y formación a partir de experiencias académicas desde la educación media superior y superior, hasta compañías profesionales a nivel nacional e internacional.

## Actividades
A través de una convocatoria se hace una selección de las puestas en escena que conformarán la muestra, las cuales abarcan desde teatro clásico hasta propuestas contemporáneas; además de contar con conferencias, talleres, mesas redondas, performances, venta de artículos especializados y entrega de premios como el reconocimiento Luisa Josefina Hernández a la Docencia Teatral.  